# DONAR
DONAR - німецька самохідна артилерійська установка, розроблена німецькою компанією Krauss-Maffei Wegmann спільно з європейським підрозділом General Dynamics Land Systems. САУ є подальшим розвитком програми Artillery Gun Module. Комплекс призначений для заміни традиційних артилерійських комплексів, що знаходяться на озброєнні (наприклад, M109, AS-90, і т.п. д. ). Артилерійський комплекс відповідає вимогам ведення точного вогню з закритих позицій. Він може посилити або навіть замінити операції безпосередньої повітряної підтримки, які проводять літаки або вертольоти.
Розроблена з 2004 року, поступила на озброєння з 2008

## Опис конструкції
Комплекс має високу маневреність. Він створений на базі варіанта бойової машини піхоти ASCOD 2. Екіпаж із двох осіб (водій та командир) розміщений окремо від автоматичної гармати. Комплекс управляється з кабіни водія, що має посилений захист. Завдяки цьому підвищується живучість та забезпечується можливість високої скорострільності та маневреності. Живучість комплексу посилена завдяки як низькій посадці, так і захисту кабіни від вогнепальної зброї та уламків артилерійських та мінометних снарядів. Комплекс відповідає високим вимогам стандартів НАТО щодо захисту.
Загальна вага комплексу становить менше 35 тонн, що забезпечує можливість її перевезення у транспортному літаку Airbus A400M або аналогічному повітряному транспорті такої самої вантажопідйомності.

## Озброєння
Артилерійський модуль з реалізацією повного дистанційного керування оснащений 155-мм гарматою, забезпечуючи сучасну вогневу міць, аналогічну тій, що має гаубиця PzH 2000 . Максимальна дальність стрілянини комплексу DONAR перевищує 56 км. Боєкомплект складається з 30 забезпечених підривником 155-мм снарядів та відповідного числа модулів заряду. Незважаючи на суттєве зниження масово-габаритних показників, модуль гармати функціонує без будь-якої додаткової стабілізації та забезпечує обертання у горизонтальній площині на 360 градусів. Крім того, автономний комплекс DONAR дає можливість зробити рішучий крок уперед у створенні мережі централізованого командування та управління. У розпорядженні комплексу також є найточніша система навігації, автоматизована система управління вогнем, автоматична система заряджання з боєкомплектом, система виявлення вогню та автоматичного пожежогасіння, колективний засіб захисту від ЗМП.
- DONAR - самоходная артиллерийская установка (нім.). Krauss-Maffei Wegman. Архів оригіналу за 14 березня 2012.
- Видеоролик: DONAR — самоходная артиллерийская установка